# Александрова башта
Александрова башта (руски: Александровский сад) један је од првих урбаних јавних паркова у Москви, Русији. Парк се састоји од три засебне баште, која се простиру кроз дуж целе западне стране Кремаљског зида, тачније 865 метара.

## Историја
До осамнаестог века река Неглијана је протицала на месту будуће Александрове баште. Вода је била чиста и ту се често пецало, а одржавале су се и бројне прославе. Временом је вода постала загађена и разарајућа, и цар је одлучио да се вода проведе кроз подземне цеви. После Наполеонових ратова, цар Александар I је запослио архитекту Јозефа Бовеа да реконструише делове града које су уништиле француске трупе. Бове је креирао нову башту од 1819. до 1823, на месту речног корита реке.
Након крунисања Александра II 1856. баште су преименоване у Александрова башта.

## Савремено доба
Током реконструкције од 2012. до 2013, део старих дрвећа је уклоњен и посађено је 200 нових дрвећа и 2700 садница и башта ружа површине 750 метара квадратних. Такође су постављене и нове лампе. Испуцали асфалт је 2015. замењен новим плочицама. У октобру 2016. је башта добила Wi-Fi. Градски догађаји се одржавају у башти, 2017. је прослављено затварање фестивала “Војни оркестри у државним парковима”. На Дан победе и Дан града се у башти полаже цвеће на Гроб незнаног јунака.

## План

### Горња башта
Отворена је 1821. и дугачка је 350 метара.

#### Гроб незнаног јунакасаВечним пламеном
Налази се према главном улазу у парк. Гроб је саграђен 1967. и у њему се налази тело војника који је погинуо у Другом светском рату, код најдаље тачке до које је продрела Нацистичка Немачка током похода на Москву.

#### Обелиск
Средишњи део горње баште садржи пећину која је саграђена испод куле. Иако пећина није изграђена до 1841. била је део Бовеовог првобитног дизајна. Испред пећине се налази обелиск који је подигнут 10. јула 1914, што је годину дана после обележавања триста година династије Романов. Споменик је направљен од гранита из Финске и на њему су набројани сви цареви ове династије, као и грбови руских провинција. Четири године касније, династија је угашена, и Бољшевици су (по Лењиновом наређењу) скинули двоглавог орла са споменика, и заменили првобитна имена са именима 19 социјалистичких и комунистичких филозофа, као и политичких лидера. Обелиск се првобитно налазио у доњој башти и онда је премештен на његово тренутно место 1966. У договору је да се Лењинов споменик замени са обелиском који би био дупликат оригиналу.

#### Комплекс фонтана
Комплекс је изграђен 1997. и састоји се од 12 фонтана и мноштво скулптура. Сваког априла у тачно 5 сати поподне се одржава позоришни наступ. При почетку сезоне отварања комплекса, група људи детаљно проверава стање сваке фонтане, и за овај процес се одваја 20 дана.

### Средња башта
Најистакнутија одлика средње баште је Заповедничка кула. Заповедничка кула изграђена је 1495. године, а њен градитељ био је Алевиз Фријазин. Налази се испред Александрове баште. Данашње име добила је у 19. веку када је покрај ње било седиште војног заповедника Москве. На њу је надограђена посматрачница од 1676. до 1686. године, као и на свим осталим кулама. Висока је 41,25 метара. Преко пута куле се налази споредан улаз у парк, који је директно повезан са московским метроом.

#### Споменик Александру I
Ова бронзана скулптура се налази у центри Москве и отворена је 20. новембра 2014. У руци му се налази мач, стоји над оружјем непријатеља, а на рамену му је плашт. Осам вајара се такмичило за ову скулптуру, и финални дизајн је одабран у августу 2014. Свечаној церемонији је присуствовао председник Русије Владимир Путин.

### Доња башта
Изграђена је 1823. и повезана је са улицом која води до Боровицке куле, која је једна од два улаза за пешаке и возила до Кремља.